# Fritz Seitz
Fritz (Friedrich) Seitz (Günthersleben, 12 juni 1848 - Dessau, 22 mei 1918) was een Duits componist en violist.
Enkele delen uit zijn tweede en vijfde concerti werden bekend via de Suzuki vioolmethode.
- Biblioteca Nacional de España: XX4948004
- Bibliothèque nationale de France: cb14020951h (data)
- CiNii: DA12261588
- Gemeinsame Normdatei: 122513800
- International Standard Name Identifier: 0000 0001 0980 0125
- Library of Congress Control Number: nr92013888
- Nationale Bibliotheek van Letland: 000035304
- MusicBrainz: e90b5f1c-4de7-43f1-8161-38c83fde8dcb
- Bibliotheek van het Japanse parlement: 00526052
- Nationale Bibliotheek van Tsjechië: jn19990007431
- Nationale Bibliotheek van Israël: 987007288532205171
- Nederlandse Thesaurus van Auteursnamen: 07879451X
- Istituto Centrale per il Catalogo Unico: LO1V196563
- Virtual International Authority File: 64204643
- WorldCat: E39PBJm4RCQdRqcwrmVxVHBwYP